# عبد الرضا البلوشي
عبد الرضا البلوشي ((بالإنجليزية: Abdul Ridha Al-Boloushi)؛ ولد في 27 سبتمبر 1972) هو لاعب كرة اليد كويتي. شارك مع المنتخب الكويتي لكرة اليد في الألعاب الأولمبية الصيفية 1996 التي أُقيمت في مدينة أتلانتا بالولايات المتحدة الأمريكية.

## وصلات خارجية
- Abdul Ridha Al-Boloushi على موقع أوليمبيديا (الإنجليزية)